# Цзюаньчэн
Цзюаньчэ́н (кит. упр. 鄄城, пиньинь Juànchéng) — уезд городского округа Хэцзэ провинции Шаньдун (КНР). Название уезда означает «город Цзюань»; он назван в честь города, существовавшего здесь в древности.

## История
Эти места упоминаются ещё в документах, относящихся к легендарным императорам древности. В эпоху Вёсен и Осеней эти земли входили в состав царства Вэй, в эпоху Враждующих царств перешли к царству Ци (и тогда обозначались другим иероглифом — 甄, который тоже читается «Цзюань»). При империи Западная Хань был создан уезд Цзюаньчэн. В эпоху Троецарствия эти земли оказались в составе царства Вэй, и помимо уезда Цзюаньчэн был создан ещё и уезд Чэнъян (城阳县).
В начале существования империи Тан на этих землях располагались уезды Цзюаньчэн и Лэйцзэ (雷泽县), а в 621 году был создан ещё и уезд Линьпу (临濮县). С 758 года эти три уезда были подчинены области Пучжоу (濮州), правление которой размещалось в Цзюаньчэне. При империи Мин в 1369 году уезд Цзюаньчэн был расформирован, а эти земли перешли под непосредственное управление властей области. В 1451 году Цзюаньчэн пострадал от наводнения, и власти Пучжоу перебрались на западный берег Хуанхэ (на территорию современной провинции Хэнань).
При империи Цин область Пучжоу с 1730 года стала «непосредственно управляемой» (то есть подчинялась напрямую правительству провинции Шаньдун, без промежуточного звена в виде управы), но в 1735 году была понижена в статусе до «безуездной» (то есть в подчинении властей области не осталось ни одного уезда) и переведена под юрисдикцию Цаочжоуской управы (曹州府). После Синьхайской революции в Китае была реформа структуры административного деления, в ходе которой области были упразднены, и в 1913 году область Пучжоу была преобразована в уезд Пусянь (濮县).
В 1931 году уезд Пусянь был разделён по реке Хуанхэ, и земли уезда, лежавшие восточнее реки, были выделены в отдельный уезд Цзюаньчэн, однако в 1936 году уезд Цзюаньчэн был вновь присоединён к уезду Пусянь. Во время войны с Японией коммунистами было в 1940 году создано антияпонское правительство уезда Цзюаньчэн, таким образом уезд Цзюаньчэн был де-факто создан вновь.
В августе 1949 года была создана провинция Пинъюань, в составе которой был образован Специальный район Хэцзэ (菏泽专区); уезд оказался в составе специального района Хэцзэ. В ноябре 1952 года провинция Пинъюань была расформирована, и Специальный район Хэцзэ был передан в состав провинции Шаньдун. В ноябре 1958 года Специальный район Хэцзэ был присоединён к Специальному району Цзинин (济宁专区), но в июне 1959 года был восстановлен в прежнем составе. В марте 1967 года Специальный район Хэцзэ был переименован в Округ Хэцзэ (菏泽地区).
Постановлением Госсовета КНР от 23 июня 2000 года были расформированы Округ Хэцзэ и город Хэцзэ, а вместо них с 8 января 2001 года был образован Городской округ Хэцзэ.

## Административное деление
Уезд делится на 2 уличных комитета, 13 посёлков и 2 волости.